# Col de Font-Bruno
Le col de Font-Bruno, ou Fontbruno, est un col de montagne français situé à 878 mètres d'altitude dans la montagne Noire. Il relie la commune de Labruguière au nord à Lastours au sud, en empruntant respectivement les routes départementales D56 et D101.

## Géographie
Le col de Font-Bruno se situe dans la montagne Noire, qui constitue la partie la plus méridionale du Massif central. Le col se trouve à environ 20 kilomètres à l’ouest du pic de Nore.
Le col se situe sur la D56, dans le département du Tarn. La montée nord depuis Labruguière présente une pente moyenne de 4,2 % sur une longueur de 15 kilomètres. Elle s’effectue de manière régulière et ne comporte pas de sections dépassant les 6 %.
La montée sud depuis Lastours affiche une pente moyenne de 2,5 %, mais elle est nettement plus longue avec 27,7 kilomètres. Dans sa partie basse, la route suit l’Orbiel avec de faibles pourcentages, avant d’atteindre Miraval-Cabardès au bout d’environ 10 kilomètres. Suivent ensuite six kilomètres à environ 5 %, puis la D101 est temporairement quittée. L’itinéraire emprunte alors la D118 plus large en direction du sud-ouest, avant de tourner à droite pour retrouver la D101. Les huit derniers kilomètres longent le lac de Laprade Basse et mènent au sommet du col sur un profil globalement plat.

## Cyclisme
En 2025, la 15e étape du Tour de France emprunte pour la première fois le col de Font-Bruno. Ce dernier ne fait toutefois pas l’objet d’une attribution du point au classement de la montagne, celle-ci étant effectuée auparavant au pas du Sant. Depuis le col de Font-Bruno, les 40 derniers kilomètres de l’étape sont majoritairement en descente vers Carcassonne, où se trouve l’arrivée.